# Lliga de Videojocs Professional
La Lliga de Videojocs Professional, coneguda com a LVP, és la competició líder en esports electrònics (eSports) a Espanya. La LVP va néixer l'any 2011 i actualment retransmeten League of Legends, Call of Duty, Counter Strike: Global Offensive, Clash Royale i FIFA. La LVP es defineix a si mateixa com una empresa que reconeix les competicions de videojocs com una activitat amb profunds valors esportius, i que advoca per la seva promoció com a espectacle.

## Història
El projecte de la Lliga de Videojocs Professional s'anunciava en 2011 de la mà de sis professionals del món audiovisual i experts en esports electrònics. L'empresa de la LVP va començar com una beta tancada per a posar a prova els seus propòsits i examinar els possibles errors. Per a poder accedir a la LVP en aquests moments era necessari tenir una invitació que es podia aconseguir sol·licitant-la mitjançant la seva pàgina web oficial.
El 6 d'octubre 2016, Mediapro, va comprar per 4,6 milions d'euros una participació majoritària de Fandroid, propietària de LVP. En aquest mateix any, Fandroid i Orange S.A. van arribar a un acord perquè l'empresa multinacional de telecomunicacions francesa patrocinés la Divisió d'Honor fins a 2018. Aquest acord va implicar l'arribada de la SuperLiga Orange com a màxima competició professional espanyola en el món dels videojocs i el patrocini de retransmissions de competicions internacionals, on la LVP posseeix els drets: League of Legends Championship Sèries, Challenger Sèries, League of Legends World Championship i la Call of Duty World League.
La LVP va començar amb retransmissions d'Halo, StarCraft i FIFA. Actualment cap dels tres títols té un paper principal dins de l'empresa, encara que FIFA manté la seva presència en l'actual competició McDonald's Virtual LaLiga. Actualment, els principals títols de la Lliga de Videojocs Professional són League of Legends, Call of Duty, Counter Strike: Global Offensive i Clash Royale.

## Competicions
La LVP compta amb diverses competicions i lligues de diferents esports electrònics entre ells League of Legends, Call of Duty, Clash Royale i CS:GO. La Superliga LVP (anteriorment coneguda com Superliga Orange i Divisió d'Honor) és la competició nacional principal que gestiona la Lliga. Es tracta de la lliga més important de League of Legends i altres eSports a Espanya i a més, atorga la possibilitat als jugadors d'ascendir a la màxima competició europea, la LCS, en el cas de League of Legends.
Les competicions es retransmeten en directe en la plataforma Twitch i són comentades des de platons de format televisiu situats a la seu del grup Mediapro, a Barcelona. Les finals de les competicions acostumen a jugar-se en viu i en directe en esdeveniments de videojocs organitzats per la LVP com per exemple Gamergy.

## Mediapro
L'any 2016, Mediapro va comprar per 4,6 milions d'euros una participació majoritària de Fandroid, l'empresa propietària de la Lliga de Videojocs Professional(LVP), compartint accions amb Reus Capital Partners i Ticnova. Fandroid va ser creat al 2009 per sis joves professionals del món audiovisual. Per a setembre del 2011 ja disposaven de les primeres retransmissions d'unes finals nacionals, que van congregar a 10.000 espectadors, una xifra que va augmentar fins als 300.000. La intenció del grup audiovisual Mediapro va ser apostar pels nous formats digitals i al seu torn impulsar el sector competitiu i interactiu dels videojocs intentant expandir la LVP a nivell mundial. Actualment, la LVP té els drets d'emissió de les lligues de League of Legends (LoL) i a més, és la lliga de videojocs més gran de Europa. L'arribada de Mediapro va aportar majors recursos per a la producció audiovisual i la gestió d'aquesta mena de competicions.
El març de 2019, Mediapro adquireix per complet la part de Fandroid en una operació de 22 milions d'euros adquirint així el 100% de les accions de LVP.

## Projecció internacional
Al 2017, la LVP s'expandeix internacionalment, especialment al mercat hispanoamericà gràcies a un acord amb Riot Games per a portar el nou circuit lligues nacionals a Llatinoamèrica. La intenció d'aquesta expansió és principalment promoure els esports electrònics en altres països així com professionalitzar la indústria; ‘El nostre objectiu és desenvolupar els eSports com un esport professional; seguint l'experiència i els aprenentatges d'Europa, ens plantegem desenvolupar aquesta iniciativa en un termini de tres anys', afirma Juan Diego García Squetino, Country Manager de LVP per a l'Argentina, Xile i el Perú.
Actualment té seus a Barcelona, Madrid, Buenos Aires (l'Argentina), Bogotà (Colòmbia), Mèxic i Londres (Anglaterra) des de les quals gestiona les competicions d'esports electrònics de diferents videojocs en tots aquests països i alguns pròxims. Tot i així, la principal seu continua sent la de Barcelona.
Respecte a Anglaterra, la Lliga de Videojocs Professional opera la competició Forge of Champions Arxivat 2019-12-10 a Wayback Machine. i substituirà a la ESL Premiership en el circuit de lligues nacionals de Riot Games. Aquesta lliga consta de quatre classificatoris seguits d'una gran final. Cada classificatori tindrà dues fases, la primera serà oberta per a tots els equips, mentre que en la segona, els vuit millors s'enfrontaran als vuit equips de l'anterior UK Premiership.

## Principals figures[calcitació]
- Alejandro ‘LexWolf’ Torres (Comentarista)
- Ángel Quintana (Editor i comentarista)
- Axel Martínez (Presentador i comentarista)
- Brais ‘Shiki’ González (Comentarista i editor)
- Cristian ‘Future’ Duarte (Comentarista i analista)
- Carlos ‘McCloud' Navarro (Comentarista)
- Dani ‘Kraniel' Flores (Comentarista)
- Ernesto ‘BBQ’ Folch (Comentarista i analista)
- ‘Galletas'
- Ibai Llanos (Comentarista)
- Javier ‘Toad' Cepero (Comentarista i analista)
- Joan Prieto (Comentarista i creador de continguts)
- José ‘Siiko’ Oliveros (Comentarista)
- ‘Eisen' Roca (Comentarista i analista)
- Oriol 'Uri' Ruiz (Comentarista)
- Sergio 'Frenezy' Ferra (Comentarista)
- Ulises Prieto (Comentarista i creador de continguts)
- Víctor ‘Wolk’ Fernández (Comentarista)